# Hjalmar Granfelt

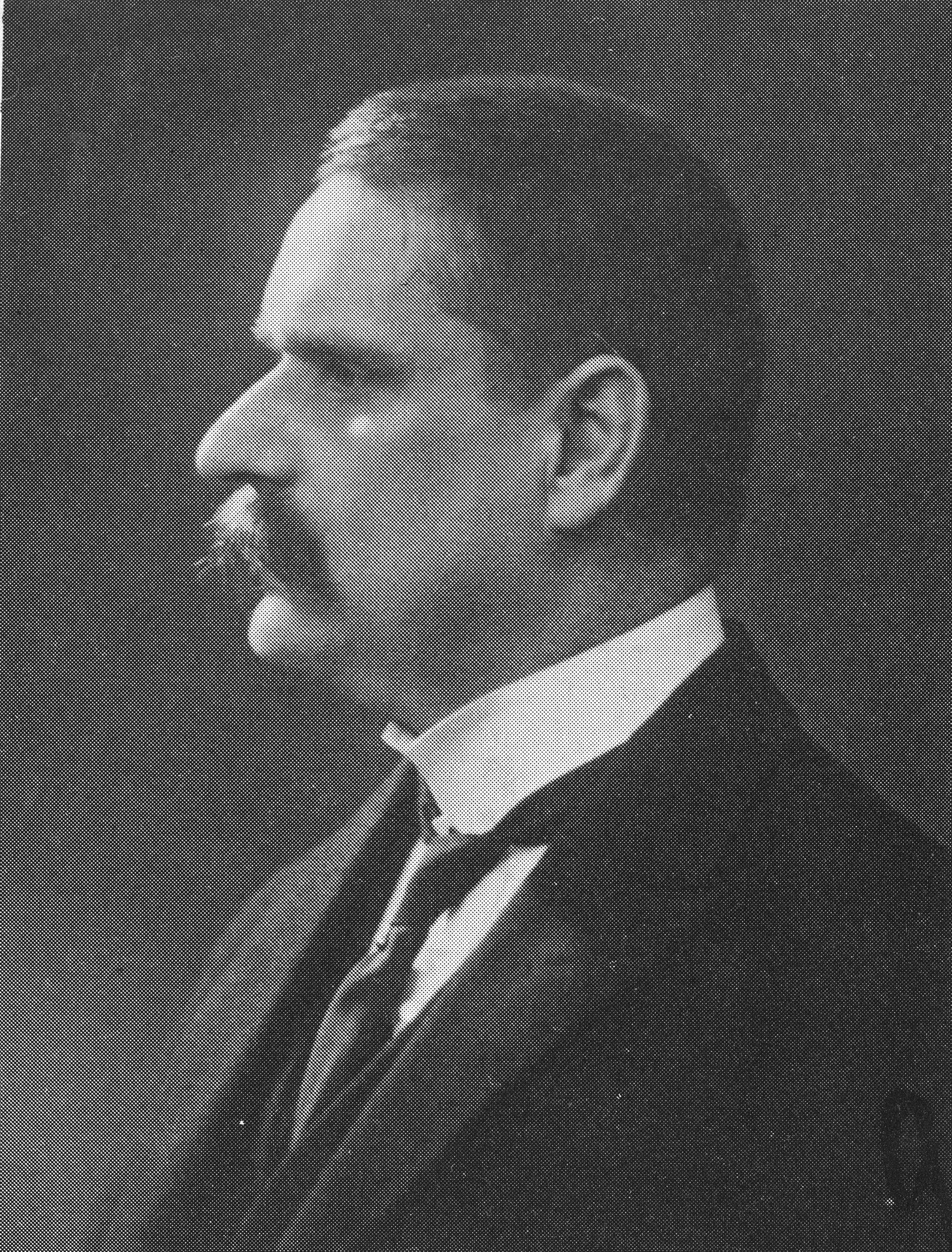
Hjalmar Granfelt

Otto Hjalmar Granfelt, född 15 november 1874 i Åbo, död där 25 juni 1957, var en finländsk jurist. 
Hjalmar Granfelt var son till juristen Otto Fabian Nimrod Granfelt (1818–1878) och bror till George Granfelt och Sigrid Granfelt. Han var kusin till Axel August Granfelt. Han blev juris doktor 1906 och var docent 1909–1918, samt från 1921 professor i processrätt vid Helsingfors universitet, justitieråd 1918–1920, justitieminister 1920–1921, från 1923 var han prorektor vid Helsingfors universitet. 
Granfelt var en av samtidens mera bemärkta processualister och bland de ledande vid Nordiska juristmötena. Av Granfelts författarskap märks Straffrättslig häktning (4:e upplagan 1930), Staffprocessrätt (1908–10), Grunddragen av Finlands konkursrätt (1918) samt Kort framställning av Finlands civilprocessrätt (1927).